# Jolly Mutesi
Jolly Mutesi, née le 15 novembre 1996, est une mannequin du Rwanda, lauréate d'un concours de beauté. Elle a été couronnée Miss Rwanda 2016. Elle est entrepreneuse, militante des droits des filles et défenseure de l'autonomisation des femmes.

## Biographie

### Naissance et formation
Jolly Mutesi est née dans le district de Kasase, en République d'Ouganda, le 15 novembre 1996. Elle est la plus jeune de six enfants de ses parents. Elle a fréquenté l'école maternelle Pickhill et l'école primaire Hima pour son éducation primaire en Ouganda. Elle a fréquenté l'école secondaire Kagarama pour son éducation secondaire de niveau ordinaire, puis la King David Academy pour son diplôme en histoire, économie et littérature. 

### Consécration comme Miss Rwanda
Le 27 février 2016, âgée de 19 ans, Mutesi a été couronnée Miss Rwanda. Elle et est devenue la première reine de beauté à représenter le Rwanda au concours de beauté Miss Monde au MGM National Harbor, Oxon Hill, Maryland, États-Unis.

## Récompenses
En 2023, elle remporte le prix de la meilleure conférencière motivatrice de l'année lors de la cérémonie des Zikomo Awards à Lusaka en Zambie.  Les prix Zikomo mettent en lumière des personnes et des organisations exceptionnelles qui apportent des contributions positives à diverses industries à travers l’Afrique.